# Jászkisér
Jászkisér is een plaats (nagyközség) en gemeente in het Hongaarse comitaat Jász-Nagykun-Szolnok. Jászkisér telt 5773 inwoners (2001).